# Anioł Smutku
Anioł Smutku – rzeźba wykonana przez Williama Wetmore’a Story’ego w 1894 roku. Stanowi zwieńczenie grobu artysty oraz jego żony Emelyn Story, który znajduje się na cmentarzu Cimitero acattolico w Rzymie. Replika rzeźby wykonana w 1906 roku znajduje się Stanford Mausoleum na Stanford University w Stanach Zjednoczonych, zastąpiła ona poprzednią wykonaną w 1901 roku, a zniszczoną podczas trzęsienia ziemi w San Francisco w 1906 roku.
Inną replikę umieszczono na założonym w 2023 roku Grobie Dzieci Utraconych na Starych Powązkach.
Rzeźba została wykorzystana m.in. jako okładka albumów przez takie grupy muzyczne jak Evanescence, Nightwish, Odes of Ecstasy czy The Tea Party.